# Sarbizjan Ruziev
Sarbizjan Ruziev (Сабиржан Сабитович Рузиев), född den 15 juni 1953 i Belovodsk, Kirgiziska SSR, Sovjetunionen, är en sovjetisk fäktare. 
Han tog OS-silver i herrarnas lagtävling i florett i samband med de olympiska fäktningstävlingarna 1980 i Moskva.